# Седоголовый щегол
Седоголовый щегол (лат. Carduelis caniceps) — певчая птица семейства вьюрковых отряда воробьинообразных. Иногда данный вид рассматривают как подвид черноголового щегла (лат. Carduelis carduelis caniceps).

## Внешний вид
От черноголового щегла отличается отсутствием чёрного и чисто-белого, немного крупнее. Длина около 15-17 см, крыла 7,9-8,6 см, размах крыла около 25-30 см; вес 17-23 г. Окраска буровато-серого цвета на спине, голове и груди. Самка и самец по окраске не отличаются друг от друга. Под основанием клюва у самцов имеется широкая красная полоса, у самок она несколько уже.

## Распространение
Распространён в южных частях Сибири и на востоке до Алтая, в Восточном Казахстане и Средней Азии. На юг его ареал простирается до Северной Индии.

## Образ жизни
Образ жизни и повадки очень сходны с черноголовым щеглом. Более связан с горными местностями. Это в основном оседлые птицы, летают они на небольшие расстояния только в поисках корма. Питаются разнообразными семенами, особенно семенами сорняков (репейник, конский щавель, лопух). В годы урожая семян ели в Тянь-Шане переходит на питание ими, ловко доставая летучки из приоткрытых шишек своим тонким острым клювом. Собираются небольшими стаями. Песня менее звонкая, но более мягкая и мелодичная, чем у черноголовых щеглов.

## Размножение
Весной высоко от земли (на высоте 4-6 м) на деревьях начинают строить гнёзда чашевидной формы с толстыми боковыми стенками и округлым углублённым лоточком. Боковые стенки остова свиты из тонких и гибких стебельков и корешков травянистых растений, плотно переплетённых между собой и скреплённых паутиной. Снаружи в стенки гнезда вплетены кусочки мха, растительного пуха, обрывки берёзовой коры, лишайники. Подстилка состоит в основном из растительного пуха (чаще всего ивы и тополя) с примесью конского волоса, шерсти и перьев. Диаметр гнезда 90-100 мм, диаметр лотка 40-55 мм, глубина лотка 25-40 мм. Птенцов выкармливают насекомыми.